# Infraroșu

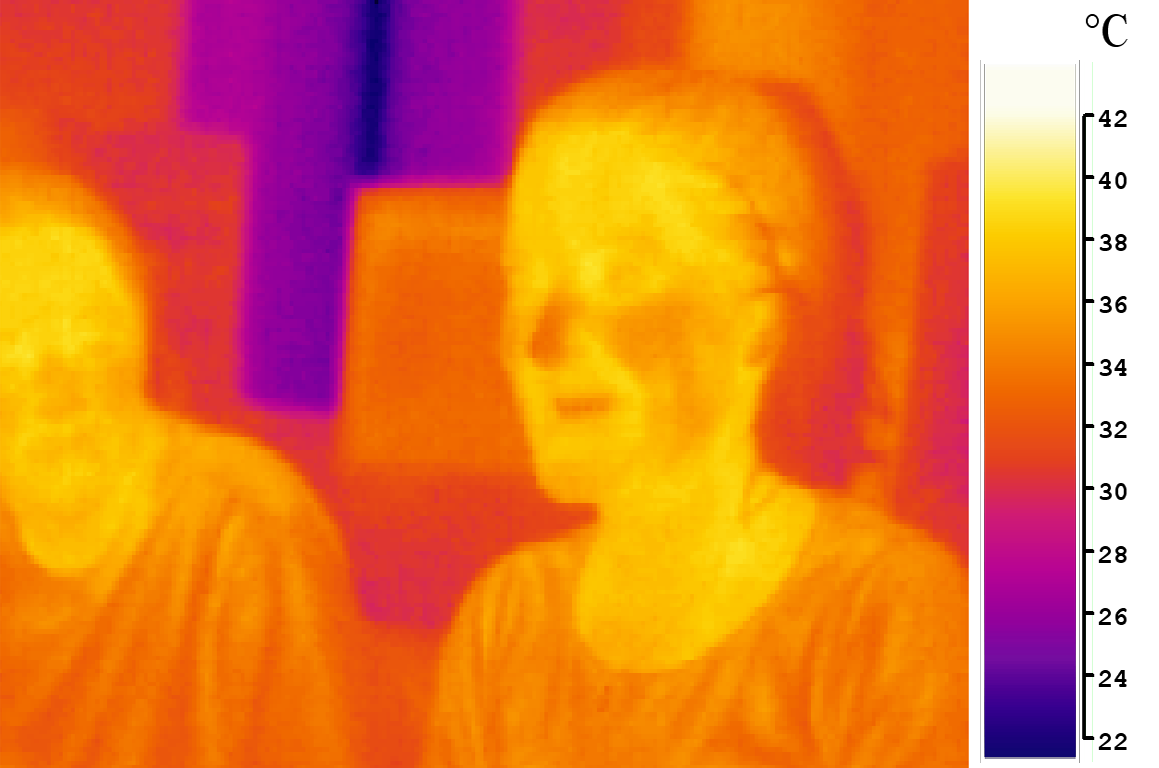
Fotografie cu două persoane realizată în infraroșu

Radiația în infraroșu (IR) este o radiație electromagnetică a cărei lungime de undă este mai lungă decât cea a luminii vizibile (400 - 700 nm), dar mai scurtă decât cea a radiației terahertz (100 μm - 1 mm) și a microundelor (~30000 μm). Majoritatea radiației termice emise de către obiectele aflate la temperatura camerei este în infraroșu.
Energia în infraroșu este emisă sau absorbită de molecule atunci când se schimbă mișcările de rotație - vibrație. Energia în infraroșu excita moduri de vibrație într-o
moleculă printr-o schimbare de dipol, făcându-l interval de frecvență util pentru studiul acestor stări energetice pentru moleculele de simetrie corespunzătoare. Spectroscopia în infraroșu examinează absorbția și transmiterea de fotoni în intervalul energetic infraroșu.
Radiațiile infraroșii sunt folosite în aplicații industriale , științifice sau medicale.  Aparatele pentru vedere nocturnă folosind iluminație infraroșie apropiată activă oferă observarea oamenilor și animalelor fără ca observantul să fie detectat. Astronomia în infrarosu folosește senzori echipați pe telescoape pentru a trece prin regiunile greu vizibile din spațiu precum norii moleculari, mai sunt folosiți pentru a detecta noi planete sau pentru a detecta traiectoria obitectelor în spațiu. Camerele cu detectoare infraroșii sunt folosite pentru a detecta pierderea de căldură din sisteme izolate, pentru a observa schimbările de traiectorie a sângelui în corpul uman și pentru a detecta aparate electrice care se supraîncălzesc.
Fotografierea în infraroșu este folosită în aplicațiile militare pentru achiziția de date dar și în scopuri industriale sau civile. Utilizările militare includ vederea nocturnă, supravegherea pe timp de noapte, localizare și urmărire. Omul, la temperatura normală a corpului, radiază pe lungimea de undă de 10 micrometri. Utilizările civile includ analiza eficienției termale, monitorizarea mediului înconjurător, inspectarea uzinelor industriale, detectarea temperaturii la distanță, comunicațiile fără fir pe distanțe scurte, spectrografie și meteorologie.

## Definirea și relația cu spectrul electromagnetic
Radiația infraroșie este un tip de radiație electromagnetică ca și undele radio, radiația ultavioletă, razele X sau microundele. Lumina infraroșie aparține spectrului electromagnetic, fiind invizibilă ochiului uman însă oamenii o pot simți ca și căldura. Orice cu temperatura de peste 5 grade Kelvin (-450 de grade Fahrenheit sau -268 de grade Celsius) emite radiație infraroșie. Conform Agenției de Protecție a Mediului, un simplu bec convertește 10% din energia electrică în lumina vizibilă și 90% în radiație infraroșie.
Radiația infraroșie începe la marginea vizibilă a spectrului, mai exact de la extremitatea culorii roșii de la 700 nanometri (nm) până la 1mm. Această limită de lungime de undă corespunde frecvenței cuprinse între 430 THz până la 300GHz, la limita inferioară a acestui spectru se află porțiunea de început a microundelor. 
| Spectrul electromagnetic |                     |                   |                       |
| Nume                     | Lungime de undă     | Frecvența (Hz)    | Energia fotonică (eV) |
| Raze Gama                | mai mici de 0.01 nm | peste 30 EHz      | 124 keV – 300+ Gev    |
| Raze X                   | 0.01 nm – 10 nm     | 30 EHz - 30 PHz   | 124 eV – 124 keV      |
| Ultraviolet              | 10 nm – 380 nm      | 30 PHz - 790 THz  | 3.3 eV - 124 eV       |
| Vizibil                  | 380 nm - 700 nm     | 790 THz - 430 THz | 1.7 eV – 3.3 eV       |
| Infraroșu                | 700 nm – 1mm        | 430 THz - 300 GHz | 1.24 meV - 1.7 eV     |
| Microunde                | 1 mm – 1 metru      | 300 GHz – 300 MHz | 1.24 ueV – 1.24 meV   |
| Radio                    | 1 metru – 100000 km | 300 MHz – 3 Hz    | 12.4 fev - 1.24 meV   |

### Infraroșu natural
Lumina soarelui cu tempertatura efectivă de 5,780 de grade Kelvin, este compusă din radiație termică ce este mai mult de jumătate radiație infraroșie. La amiază lumina soarelui produce o iradiere de 1 kilowat pe metrul pătrat la nivelul mării. Din această energie 527 de wați este radiație infraroșie, 455 de wați este lumina vizibilă și 32 de wați este radiație ultravioletă.
La suprafața pământului la temperaturi mult mai mici pe suprafața soarelui, aproape toate radiațiile termice sunt formate din radiații infraroșii pe diferite lungimi de undă. Din toate fenomenele naturale doar fulgerul și focul este destul de puternic pentru a produce energie vizibilă.

### Regiunile din infraroșu
În general, obiectele emit radiație infraroșie pe tot spectrul lungimii de undă, dar uneori doar o regiune limitată a spectrului produce interes deoarece senzorii pot colecta radiații doar dintr-o lungime de bandă specifică. Radiația termică infraroșie are o emisie maximă pe lungimea sa de undă și este invers proporțională cu temperatura absolută a obiectului conform legii de distribuție a lui Wien, de aceea banda infraroșie este subdivizată în regiuni mai mici.
| Nume                         | Abreviere           | Lungime de undă | Frecvența     | Energie fotonică | Caracteristici |
| Infraroșu apropiat           | NIR, IR-A DIN       | 0.75 - 1.4 um   | 214 - 400 THz | 886 - 1653 meV   | Utilizată la comunicațiile prin fibră optică datorită pierderilor mici în cazul atenuării.                                        |
| Lungime de undă scurtă       | SWIR, IR-B DIN      | 1.4 - 3 um      | 100 - 214 THz | 413 - 886 meV    | Utilizată în telecomunicațiile pe distanțe lungi.                                                                                 |
| Lungime de undă medie        | MWIR, IR-C DIN(IIR) | 3 - 8 um        | 37 - 100 THz  | 155 - 413 meV    | Utilizări în domeniul militar pentru rachetele ghidate cu senzori de căldură.                                                     |
| Lungime de undă lungă        | LWIR, IR-C DIN      | 8 - 15 um       | 20 - 37 THz   | 83 - 155 meV     | Zona în care senzorii pot obține imagini cu obiecte care emit radiații cu o temperatură puțin mai mare decât temperatura camerei. |
| Lungime de undă foarte lungă | FIR                 | 15 - 1000 um    | 0.3 - 20 THz  | 1.2 - 83 meV     | Utilizări în medicină și astronomie.                                                                                              |

### Sistemul divizat de CIE
Comisia internațională de iluminare este autoritatea internațională a luminii, iluminării, culorii și a culorilor reproduse în utilizările analog/digitale. Această organizație se împarte în 8 diviziuni, fiecare dintre aceste diviziuni stabilește comitetele tehnice pentru a efectua programele de sub supravegherea lor. Această comisie a recomandat divizarea radiației infraroșii în următoarele 3 benzi:
- IR-A: 700 nm - 1400 nm (0.7 µm      – 1.4 µm, 215 THz – 430 THz);
- IR-B: 1400 nm – 3000 nm (1.4 µm      – 3 µm, 100 THz – 215 THz);
- IR-C: 3000 nm – 1 mm (3 µm –      1000 µm, 300 GHz – 100 THz);

### Sistemul divizat impus de ISO
Organizația internațională de standardiazare a impus sistemul ISO 20473 pentru divizarea radiației infraroșii:
- Infraroșu apropiat cu abreviația NIR (Near-Infrared) și lungimea de undă 0.78 – 3 µm;
- Infraroșu de undă medie cu abreviația MIR (Mid-infrared) și lungimea de undă 3 – 50 µm;
- Infraroșu îndepărtat cu abreviația FIR (Far-infrared) și lungimea de undă 50 – 1000 µm;

### Sistemul divizat în astronomie
Astronomii au divizat spectrul infraroșu după cum urmează:
- Infraroșu apropiat cu abreviația NIR (Near-Infrared) și lungimea de undă (0.7 – 1) până la 5 µm;
- Infraroșu de undă medie cu abreviația MIR (Mid-infrared) și lungimea de undă 5 până la (25 – 40) µm;
- Infraroșu îndepărtat cu abreviația FIR (Far-infrared) și lungimea de undă (25 – 40) până la (200–350) µm;

Aceste 3 diviziuni nu sunt precise și pot varia în funcție de publicație. Cele trei regiuni sunt folosite la observarea gamelor diferite de temperaturi și prin urmare diferitele medii din spațiu.

### Sistemul divizat la răspunsul senzorilor
Un al treilea sistem de divizare împarte banda după felul în care răspund majoritatea detectoarelor:
- Infraroșu apropiat: de la 0,7 la 1 µm;
- Infraroșu de undă scurtă: de la 1.0 până la 3 µm;
- Infraroșu de undă medie: de la 3 până la 5 µm;
- Infraroșu de undă lungă: de la 8 până la 12 µm sau 7 până la 14 µm;
- Infraroșu de undă foarte lungă: 12 până la 30 µm;

Infraroșu apropiat este regiunea cea mai apropiată în lungime de undă de radiația detectabilă de ochiul uman, de unda medie și cel îndepărtat sunt mult mai departe de spectrul vizibil. Detectoarele comune din siliciu au o sensibilitate la aproximativ 1050 nm în timp ce detectoarele ce au în componență compuși chimici au o sensibilitate cuprinsă între 950 nm și se termină undeva în jur de 1700 - 2600 nm în funcție de configurația specifică. 
Infraroșu începe conform diferitelor standarde undeva între 700 - 800 nm, dar granița între lumina vizibilă și lumina infraroșie nu este precis definită. 
În mod particular lumina intensă cuprinsă în banda infraroșului apropiat (provenind de la lasere infraroșii, leduri sau de la lumina zilei) poate fi detectată până la aproximativ 780 nm și va fi percepută ca și lumină roșie. Sursele ce emit lungimi de undă lungi de 1050 nm pot fi percepute ca și o lucire roșie monotonă într-o sursă intensă.
Benzile infraroșii utilizate în telecomunicații
În comunicațiile optice, partea din spectrul infraroșu utilizată este divizată în șapte benzi ce se bazează pe posibilitatea de transmitere a luminii precum și de absorția și detectarea ei.
| Bandă | Descriere                   | Lungime de undă |
| O     | Originală                   | 1260 - 1360 nm  |
| E     | Extinsă                     | 1360 - 1460 nm  |
| S     | Lungime de undă scurtă      | 1460 - 1530 nm  |
| C     | Convențională               | 1530 - 1565 nm  |
| L     | Lungime de undă lungă       | 1565 - 1625 nm  |
| U     | Lungime de undă ultra lungă | 1625 - 1675 nm  |

Banda C este banda dominantă pentru telecomunicațiile pe distanțe lungi. Banda S și banda L se utilizează pe o tehnologie mai puțin cunoscută și nu sunt la fel de răspândite.

### Radiația termică (căldura)
Radiația infraoșie este mai cunoscută ca și radiația căldurii, însă lumina și undele electromagnetice de orice frecvență vor încălzi suprafețele care le absorb. Lumina infraroșie provenită de la soare reprezintă 49% din căldura pământului, restul fiind cauzat de lumina vizibilă care este absorbită apoi reradiată la lungimi de undă mai mari.
Lumina vizibilă sau emisia laserelor ultraviolete pot arde hârtia iar obiectele cu adevărat fierbinți pot emite radiație vizibilă. Obiectele la temperatura camerei vor emite radiații concentrate de cele mai multe ori în banda de la 8 la 25 µm dar acest lucru nu este diferit de emisia de lumină vizibilă de obiectele incandescente și ultraviolete de obiecte mai fierbinți.
Căldura este energia în tranzit care se scurge datorită diferențelor de temperatură. Diferit de căldura transmisă de conducția termică sau transmiterea căldurii prin convecție, radiația termică se poate propaga în vid. Radiația termică este caracterizată printr-un spectru particular cu multe lungimi de undă care sunt asociate emisiei dintr-un obiect, ca urmare a vibrațiilor sale moleculare la o temperatură dată. Radiația termică poate fi emisă din obiecte la orice lungime de undă și la temperaturi foarte mari, asemenea radiații sunt asociate unui spectru cu mult peste infraroșu, spectrul vizibil, ultraviolet și chiar peste regiunile razelor X. Datorită cunoscutei asocieri dintre radiația infraroșie și radiația termică este doar o coincidență bazată pe faptul că pe pământ este o temperatură mult mai scăzută decât pe celelalte planete din jurul soarelui.
Conceptul de emitivitate este important în ințelegerea emisiilor infraroșii ale obiectelor. Aceasta este o proprietate a unei aparențe care descrie cum emisiile termale se abat de la idealul unui corp absolut negru (un corp care absoarbe integral radiația). Pentru o explicație mai bună, două obiecte la aceiași temperatură fizică nu vor arăta aceiași imagine infraroșie dacă le diferă gradul de emitivitate. Din acest motiv selecția incorectă a emitivității va da rezultate inexacte atunci când folosim camere și pirometre.

### Vedere nocturnă
Infraroșul este folosit la echipamentele cu vedere nocturnă când nu este suficientă lumină vizibilă pentru a vedea. Dispozitivele cu vedere nocturnă operează printr-un proces implicând transformarea fotonilor de lumină ambientală în electroni care sunt apoi amplificați prin procese chimice și electrice și apoi transformați din nou în lumină vizibilă. Sursele de lumină infraroșie pot fi folosite pentru a spori lumina ambientală disponibilă ce este utilizată de către dispozitivele de vedere nocturnă pentru vizibilitatea în întuneric fără a folosi o sursă de lumină vizibilă.
Utilizările luminii infraroșii pentru dispozitivele cu vedere nocturnă nu trebuie confundate cu termoviziunea, care creează imagini bazate pe diferențele de temperatură de suprafață prin detectarea radiației infraroșii (caldura) care provine de la obiecte și mediul înconjurător.

### Termografia
Radiația infraroșie poate fi utilizată pentru a determina de la distanță temperatura obiectelor dacă se cunoaște emitivitatea lor. Aceasta se numește termografie sau în cazul obiectelor foarte fierbinți din infraroșu apropiat sau spectrul vizibil este denumit pirometrie. Termografia este utilizată în aplicații militare și industriale dar tehnologia apare și pe piața liberă sub forma camerelor cu termoviziune.
Camerele cu termoviziune detectează radiația infraroșie cuprinsă în raza spectrului electromagnetic (aproximativ 900 - 14000 nm sau 0.9 – 14 μm) și produce imaginile radiației respective. De când radiația infraroșie este emisă de către toate obiectele în funcție de temperatura lor, conform legii radiației corpului absolut negru termografia poate face posibil să vedem mediul cuiva cu sau fără iluminare vizibilă. Cantitatea de radiație emisă de către un obiect crește cu temperatura, de aceea termografia ne permite să vedem variațiile de temperatură. 

### Comunicațiile în infraroșu
Transmisiile de date în infraroșu sunt de asemenea utilizate în transmisiile de date între perifericele sistemelor complexe cât și o perioadă bună de timp pentru a transfera date între telefoanele mobile. Aceste dispozitive sunt utilizate conform standardelor publicate de IRDA (Infrared Data Association). Telecomenzile și celelalte dispozitive ce utilizează transmiterea de date în infraroșu folosesc LED-uri (light-emitting diodes) pentru a emite radiație infraroșie care este direcționată de o lentilă plasticată într-un fascicul îngust. Fasciculul este modulat și se deschide și închide pentru a cripta date. Receptorul utilizează o fotodiodă din siliciu pentru a converti radiația infraroșie în curent electric. Răspunde numai semnalului pulsatoriu creat de transmițător și filtrează schimbările radiației infraroșii din lumina ambientală. Comunicațiile prin infraroșu sunt folositoare utilizărilor casnice în zonele cu densitate mare a populației. Infraroșu nu poate străpunge pereții și astfel nu poate interfera cu alte dispozitive din încăperi alăturate. Infrarosu este cea mai comună metodă folosită pentru telecomenzile ce comandă aparate simple. Telecomenzile prin infraroșu utilizează protocoale precum RC-5, SIRC, NEC etc. pentru a putea funcționa.
Comunicațiile optice în spațiul liber ce utilizează lasere prin infraroșu poate fi o metodă foarte convenabilă pentru a instala o legătură de comunicație în spațiul urban care să funcționeze până la 4 gigabit/s, în comparație cu îngroparea cablului de fibră optică.
Laserele infraroșii sunt utilizate pentru a asigura lumina pentru sistemele de comunicație prin fibră optică. Lumina infraroșie cu lungimea de undă în jurul valorii de 1330 nm sau 1550 nm sunt cele mai bune decizii pentru firele standard de siliciu.